# مقلدمرغان
مقلدمرغان (نام علمی: Mimidae) نام یک تیره از راسته گنجشک‌سانان است.